# Fessia khorassanica
Fessia khorassanica är en sparrisväxtart som först beskrevs av Robert Desmond Meikle, och fick sitt nu gällande namn av Franz Speta. Fessia khorassanica ingår i släktet Fessia och familjen sparrisväxter. Inga underarter finns listade i Catalogue of Life.